# 正法寺 (熊野市)

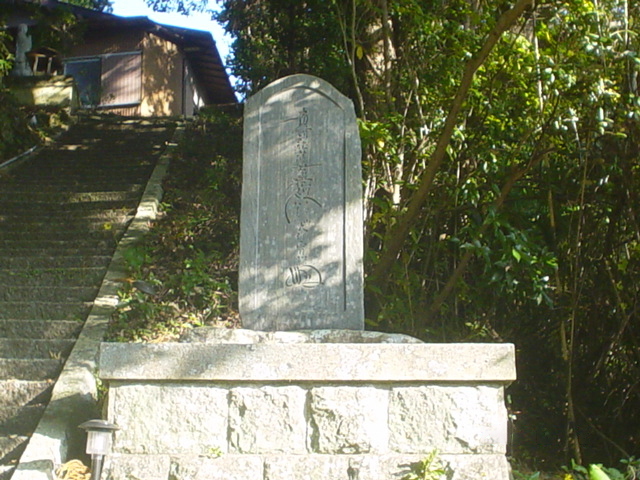
正法寺

正法寺は、三重県熊野市にある日蓮宗の寺院。山号は妙見山。

## 概要
- 三重県熊野市の大泊と木本を結ぶ松本峠の上り口にある。

## 所在地
- 三重県熊野市木本町1620

## 周辺
- 鬼ヶ城
- 鬼ヶ城センター
- 熊野古道 - 伊勢路
- 七里御浜
- 大泊海水浴場
- 松本峠

## 関連資料
- 日蓮宗寺院大鑑編集委員会『宗祖第七百遠忌記念出版 日蓮宗寺院大鑑』大本山池上本門寺 (1981年)